# IC 1934
IC 1934 ist eine linsenförmige Galaxie vom Hubble-Typ S0 im Sternbild Perseus am Nordsternhimmel. Sie ist schätzungsweise 210 Millionen Lichtjahre von der Milchstraße entfernt und hat einen Durchmesser von etwa 75.000 Lj.
Das Objekt wurde am 16. September 1901 von  Edward Emerson Barnard entdeckt.